# Wilhelm von Meister

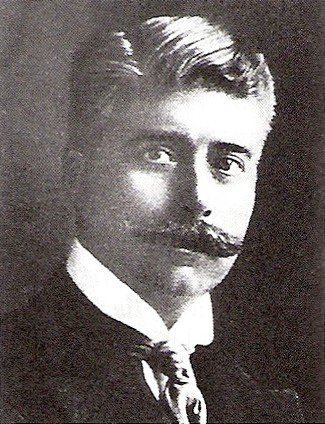
Wilhelm von Meister, etwa 1895

Karl Wilhelm Meister, ab 1896 von Meister, (* 3. Februar 1863 in Frankfurt am Main; † 14. Februar 1935 in Genf) war ein deutscher Politiker und Diplomat.

## Leben und Ausbildung
Wilhelm von Meister wurde als ältester Sohn von Carl Friedrich Wilhelm Meister, einem der Begründer der Farbwerke Hoechst, und dessen Frau Marie geb. Becker geboren. Von Meister diente nach dem Besuch des Städtischen Gymnasiums 1882/83 als Einjährig-Freiwilliger und studierte dann Jura in Bonn, wo er sich dem Corps Palatia anschloss, und Berlin und wurde 1886 in Heidelberg zum Doktor der Rechtswissenschaften promoviert.

## Landrat
Nach dem zweiten Staatsexamen war er 1891 als Regierungsassessor beim Landratsamt Hanau. Im Juni 1892 wurde er zum kommissarischen und im Februar 1893 zum regulären Landrat des neu gebildeten Landkreises Höchst ernannt. Bereits im Dezember 1894 wurde er zum kommissarischen Landrat des Obertaunuskreises ernannt und wechselte nach Homburg vor der Höhe. Im Juli 1895 wurde er endgültig in dieser Position bestätigt und verblieb bis 1903 in diesem Amt. 1898/99 unternahm er eine siebenmonatige Weltreise.

## Abgeordneter
1894 bis 1895 war er für den Kreis Höchst und 1896 bis 1902 für den Obertaunuskreis Mitglied im Nassauischen Kommunallandtag. Im Kommunallandtag war er zwischen 1894 und 1898 Mitglied des Finanz-, Rechnungsprüfungs- und Wegebauausschusses. 1901 wurde er stellvertretendes Mitglied des Landesausschusses.
Ursprünglich war von Meister Mitglied der NLP gewesen und hatten deren rechtem Flügel angehört. Später schloss er sich der Freikonservativen Reichspartei an. Für die Reichstagswahl 1912 wurde er vom Bund der Landwirte und der Konservativen Vereinigung als Reichstagskandidat im Wahlkreis Nassau II nominiert. Jedoch gelang es ihm nicht, als gemeinsamer Kandidat des bürgerlichen Lagers anzutreten. Sowohl Zentrum als auch NLP stellten eigene Kandidaten. Ohne die Unterstützung dieser Parteien sah von Meister keine Erfolgschance und verzichtete auf die Kandidatur.

## Regierungspräsident
Nach dem Ausscheiden als Landrat arbeitete er 1902 bis 1905 im preußischen Innenministerium in Berlin. Dort wurde er im April 1903 zum Geheimen Regierungsrat und Vortragendem Rat befördert. Am 26. Juli 1905 wurde von Meister zum Regierungspräsidenten im Regierungsbezirk Wiesbaden ernannt. 1915 erhielt er den Rang eines Wirklichen Geheimen Oberregierungsrates.
Die Arbeit an der Spitze des Regierungsbezirks Wiesbaden endete am 1. Juni 1919 mit der Amtsniederlegung von Meisters. Anlass war die Aufforderung des französischen Administrateurs, sich den Anordnungen der Separatisten zu unterstellen, die am selben Tag eine Rheinische Republik ausgerufen hatten. Dieser Aufforderung nachzukommen war von Meister nicht bereit und entzog sich ihr durch Rücktritt.
Am 16. Juni wurde er formal beurlaubt und am 1. August 1919 pensioniert.

## Aufsichtsrat und Diplomat
Den Ruhestand verlebte von Meister bis 1930 in Bad Homburg. 1919 bis 1926 war er Aufsichtsratsmitglied der Farbwerke Hoechst (das sein Vater gegründet hatte), 1926 bis 1935 der I.G. Farben AG.
Von 1930 bis 1933 war von Meister für den Völkerbund in Genf tätig.

## Familie
Wilhelm von Meister war in erster Ehe verheiratet mit Adele geb. Jordan de Rouville (1872–1897). 1900 heiratete er seine zweite Frau Leila geb. Gardner Trapman (1871–1957). Von Meister war evangelischen Glaubens.

## Ehrungen
Am 9. November 1896 wurde er von Kaiser Wilhelm II zusammen mit seinem jüngeren Bruder Herbert in den erblichen preußischen Adelsstand erhoben.
Nach ihm wurde der Meisterturm in Hofheim am Taunus benannt. Er war seit 1902 Ehrenbürger von Kronberg. In Bad Homburg vor der Höhe erinnert die Wilhelm-Meister-Straße an seinen Vater und ihn.
Die Wilhelm-von-Meister Stiftung für soziale Zwecke besteht noch heute.